# Tiberiu Căpușă
Tiberiu Ionuț Căpușă (n. 6 aprilie 1998, Bacău, România) este un fotbalist român, care joacă pe post de fundaș la Hermannstadt în SuperLiga României. Pe plan internațional, are prezențe la națională pentru România Sub-17, România Sub-19 și România.

## Viața personală
Tiberiu Căpușă este fiul lui Giani Căpușă, fost jucător la FC Bacău, Politehnica Iași, Foresta Fălticeni și FC Vaslui. 